# Couronne murale

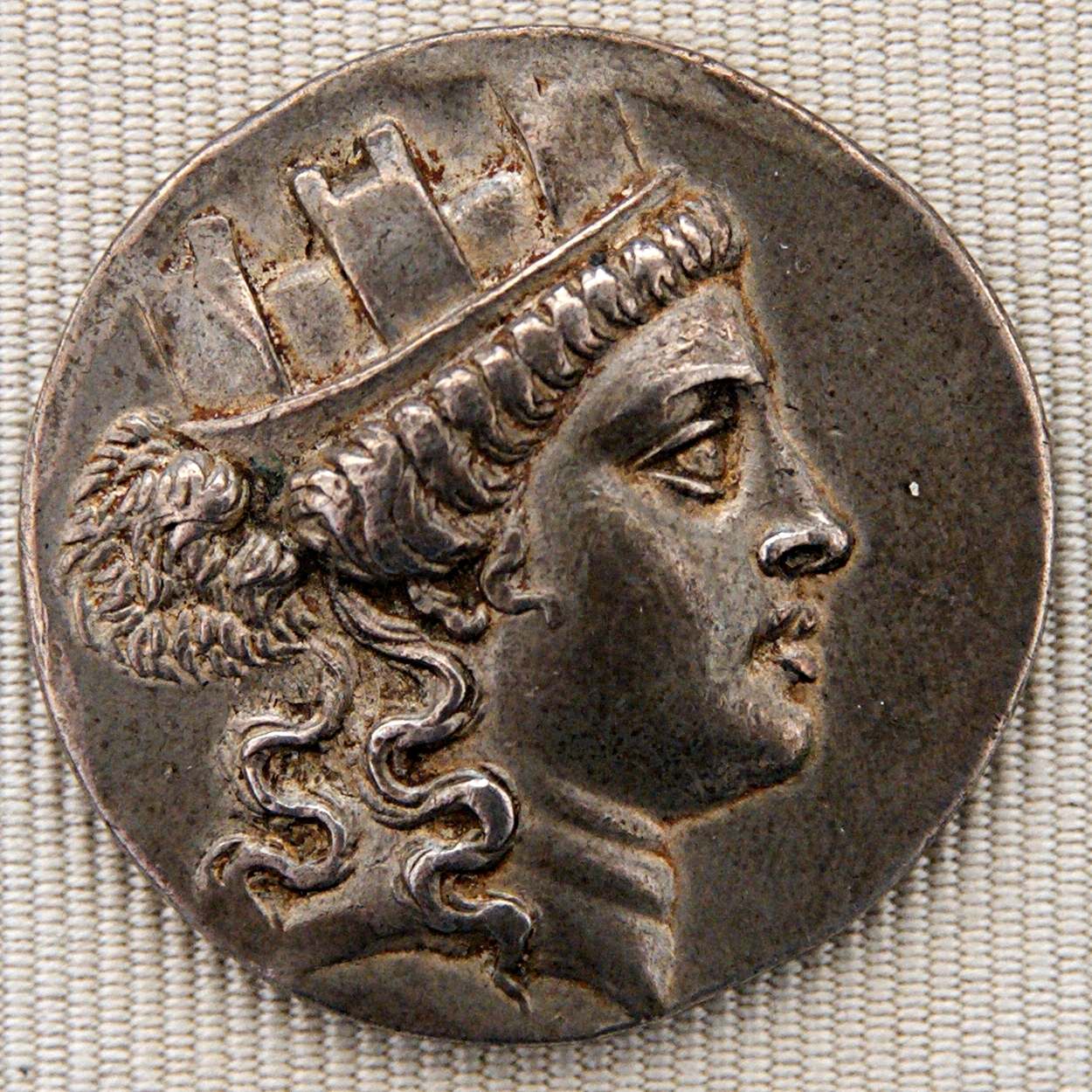
Cybèle, tétradrachme en argent. Smyrne (160–150 av. J.-C.).

Une couronne murale (en latin corona muralis), dite aussi tourelée, est un attribut honorifique garni de tours qui symbolise les murs d'une ville fortifiée.
Dans l'antiquité gréco-romaine, elle coiffe le front de divinités protectrices des cités. Ainsi, l'époque hellénistique l'associe souvent à la déesse Cybèle-Tyché,
.
Dans l'armée romaine, elle prend la forme d'une statue d'or offerte au premier soldat qui a franchi une muraille ennemie.
Elle personnifie l'Italie à travers l'allégorie nommée « Italia turrita ».
Dans l'héraldique européenne, elle orne le blason de plusieurs municipalités.

## Galerie archéologique

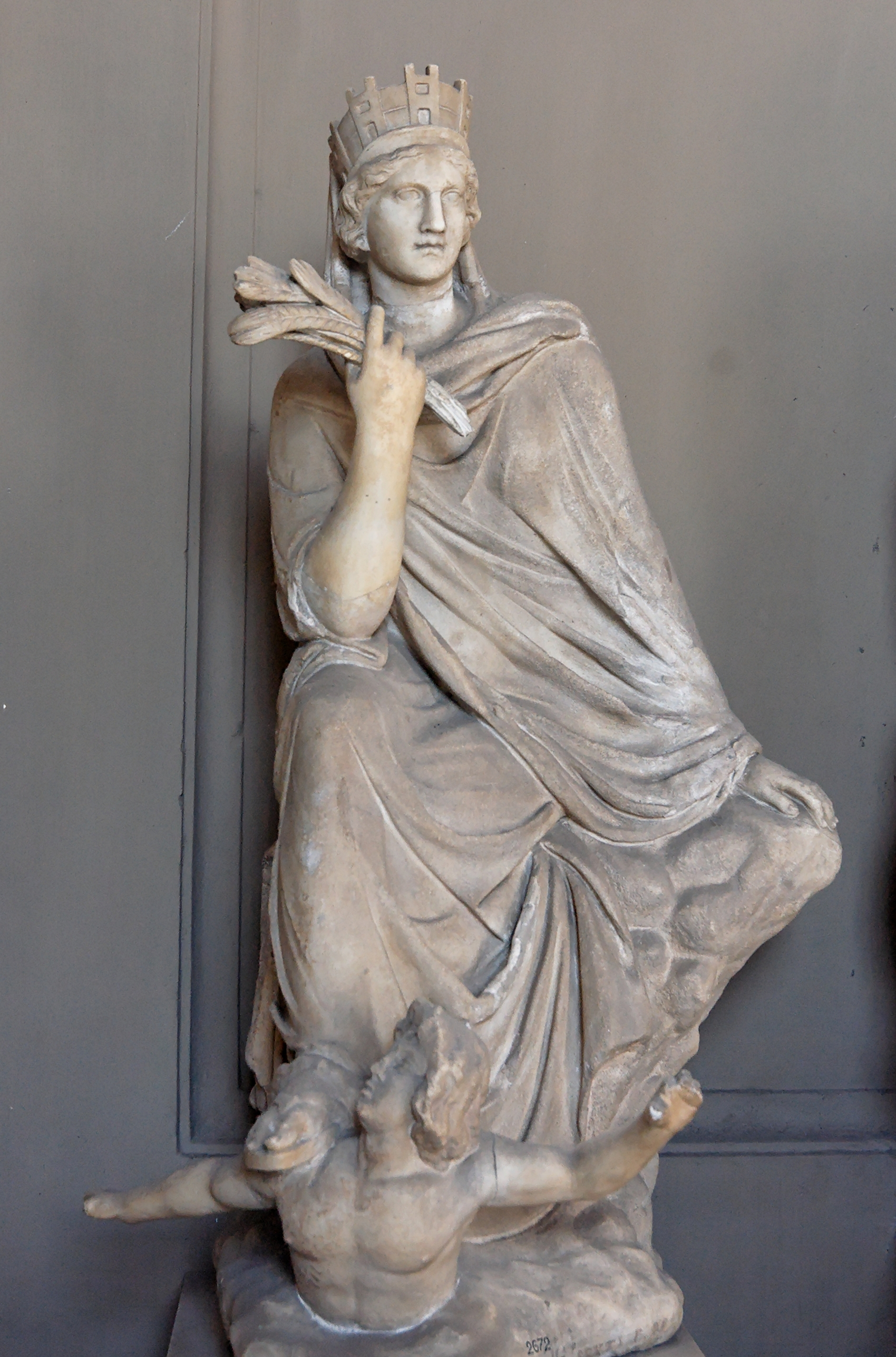
Tyché d'Antioche d'après une statue d'Eutychidès de Sicyone. Rome, musées du Vatican.
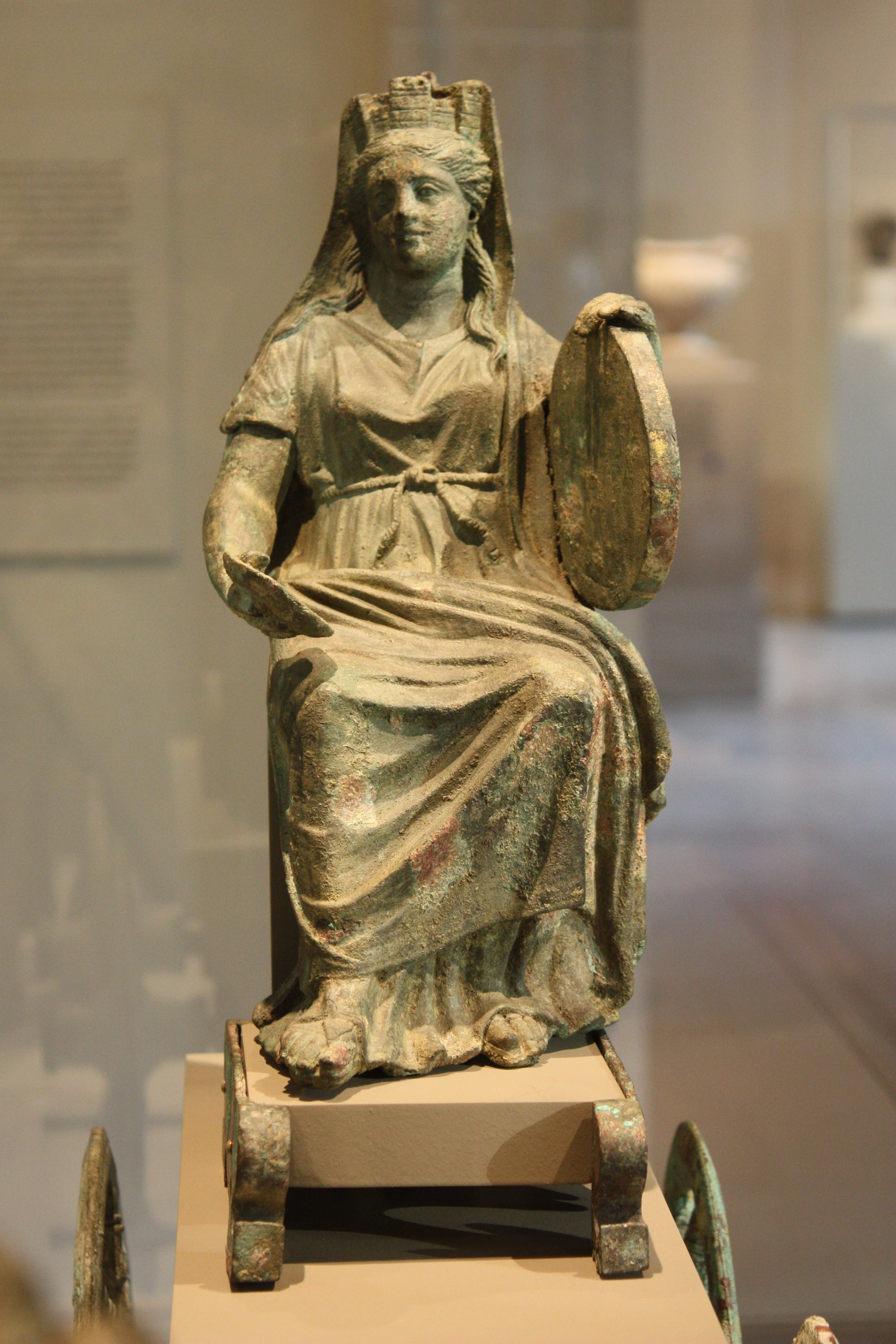
Cybèle. Bronze romain (IIe siècle).
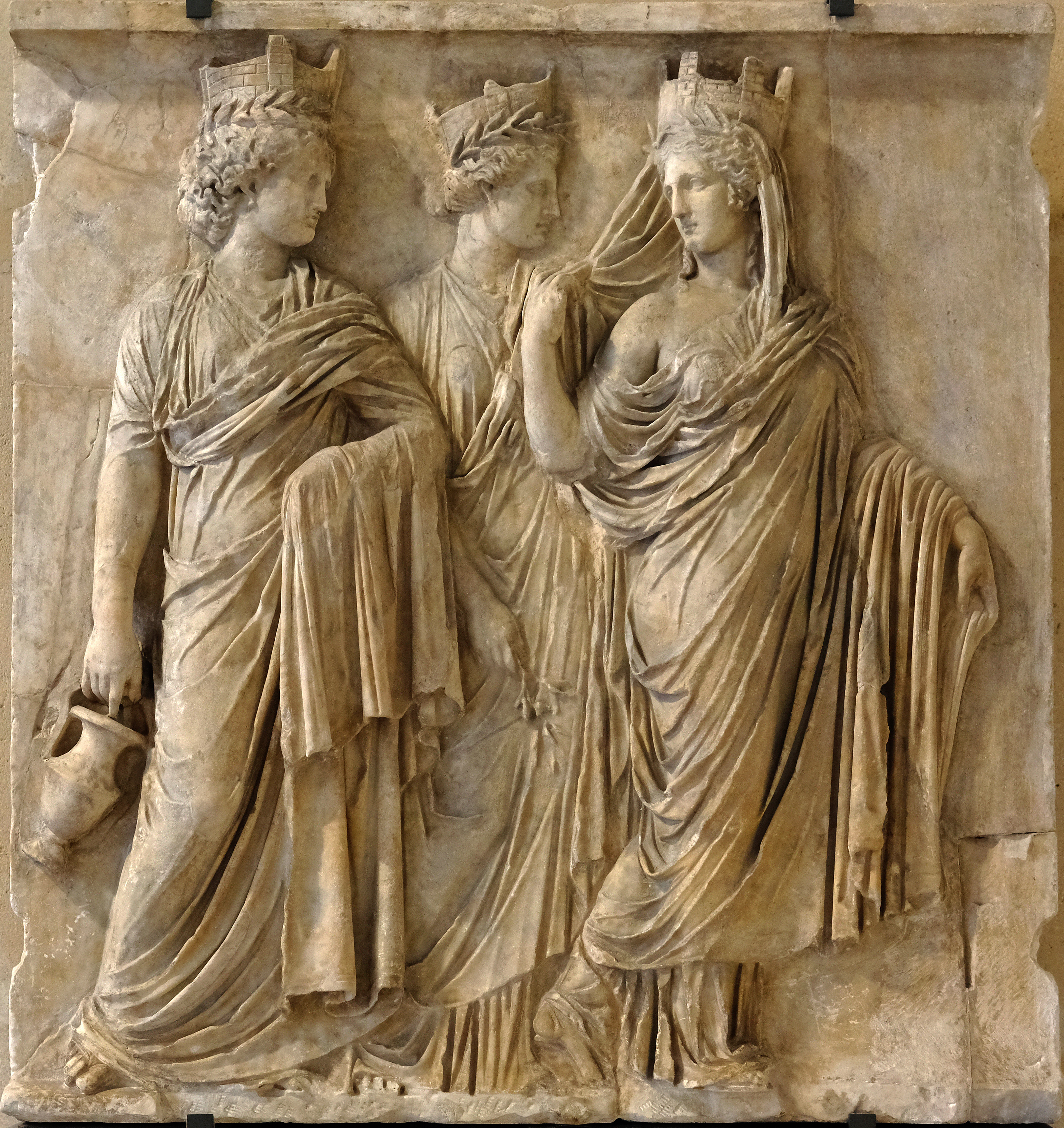
Les Trois Tychés (IIe siècle). Paris, musée du Louvre.
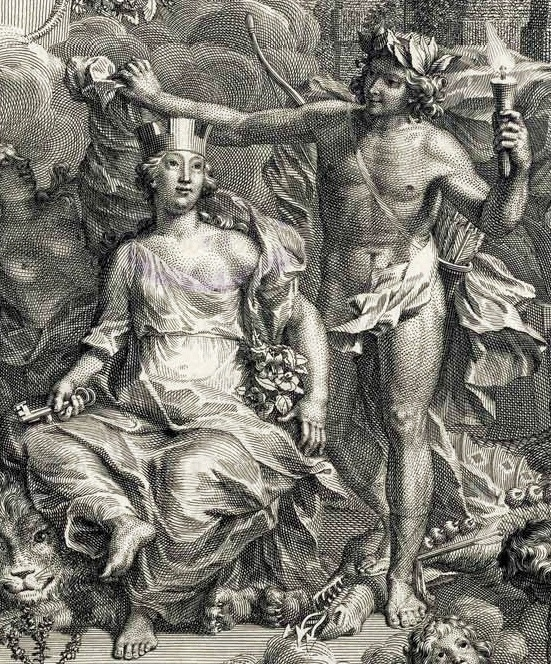
Apollon et la Terre-Mère par Jan Wandelaar. Frontispice  du Hortus Cliffortianus de Linné (détail).

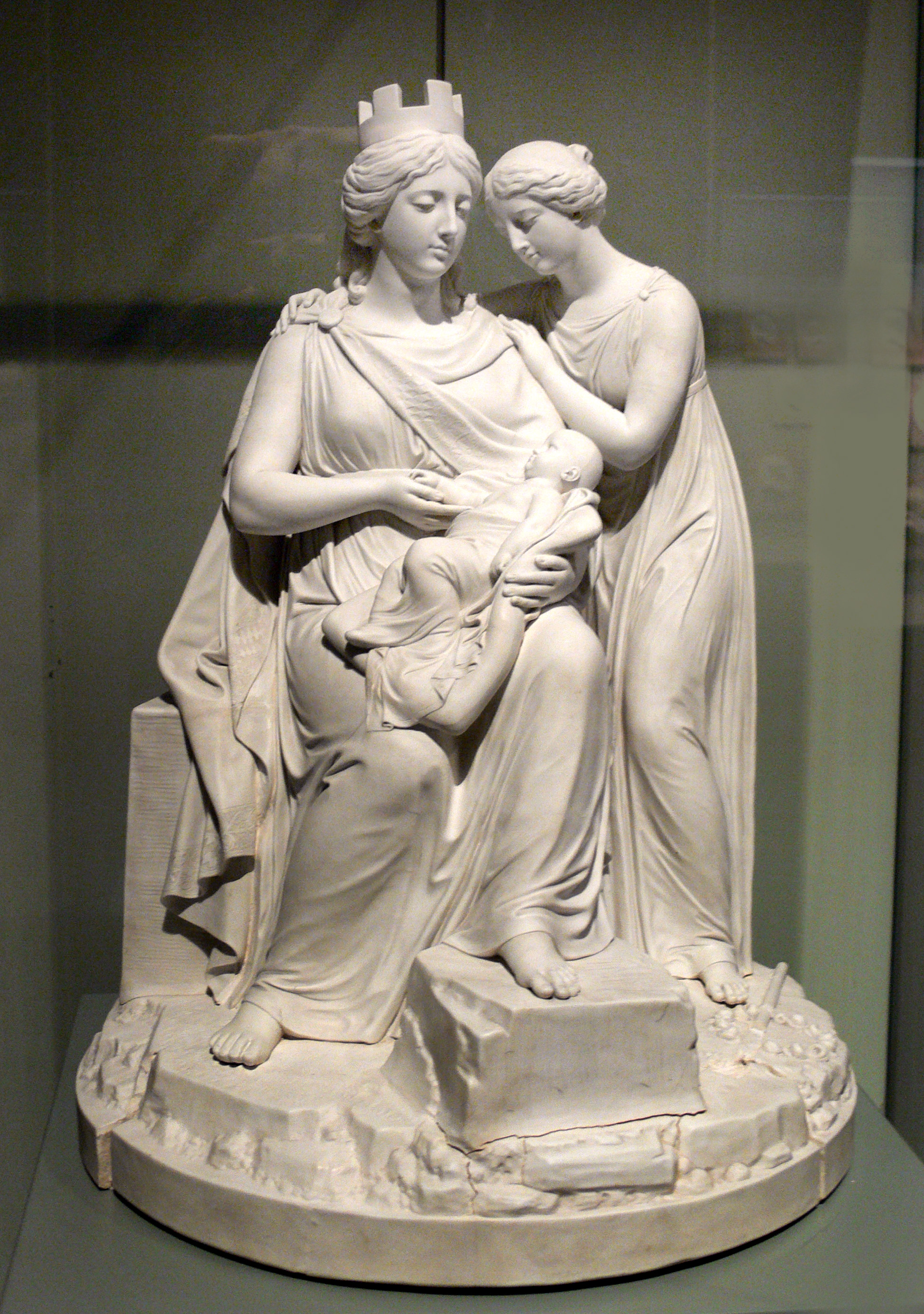
La naissance du prince Maximilien par Johann Peter Melchior (1800). Munich, Bayerische Staatsbibliothek.
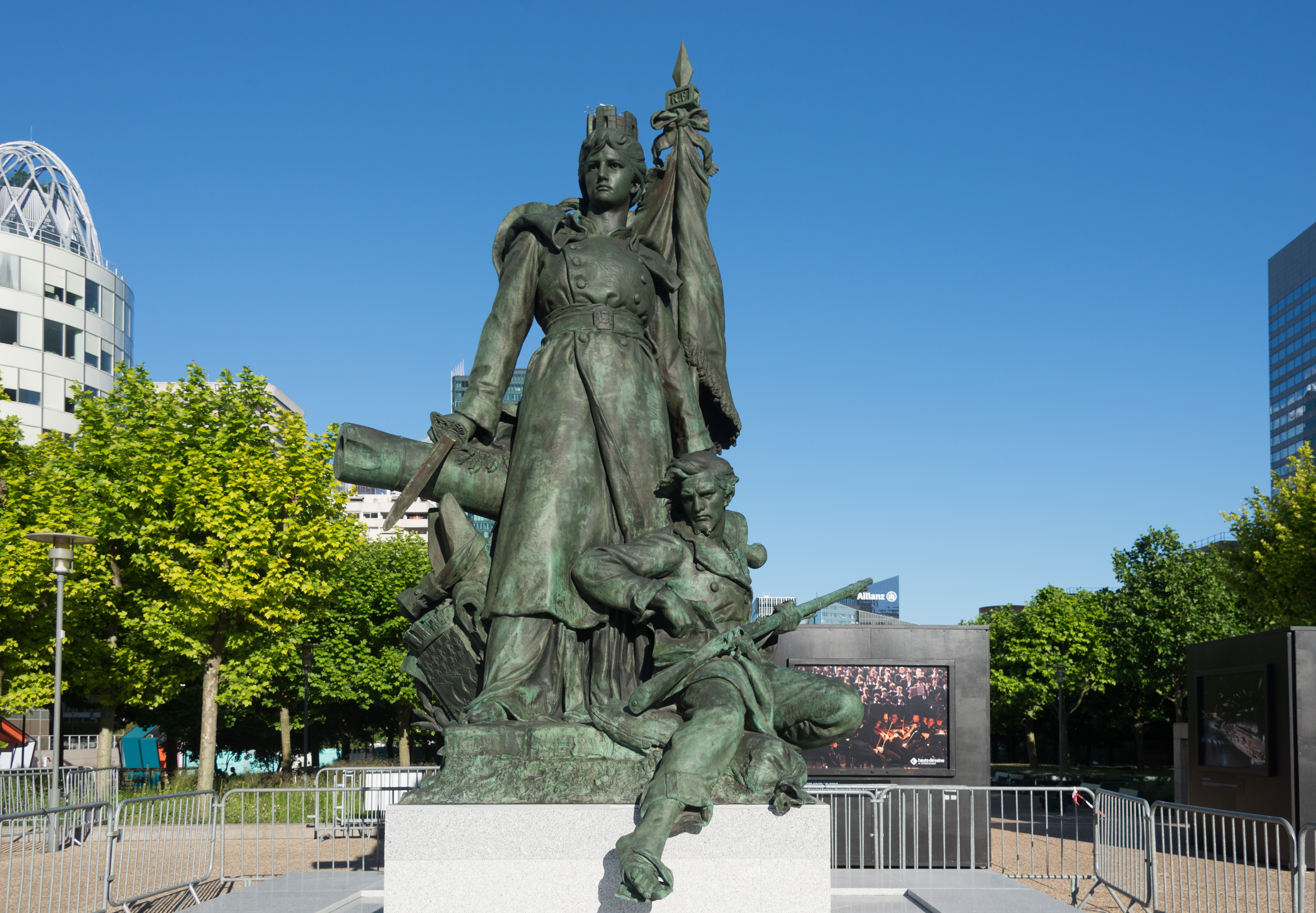
La Défense de Paris. Groupe sculpté en bronze (1883). Quartier de la Défense.
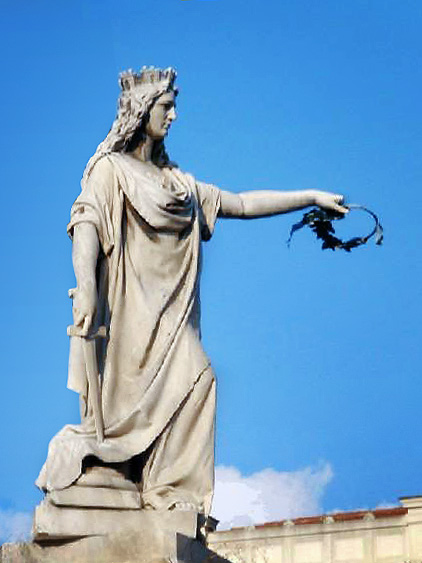
Italia turrita. Reggio de Calabre.

## Galerie héraldique

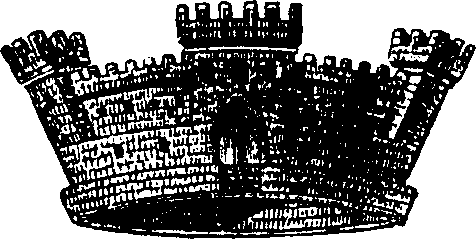
Dessin de Hugo Ströhl (1899).
Blason autrichien.
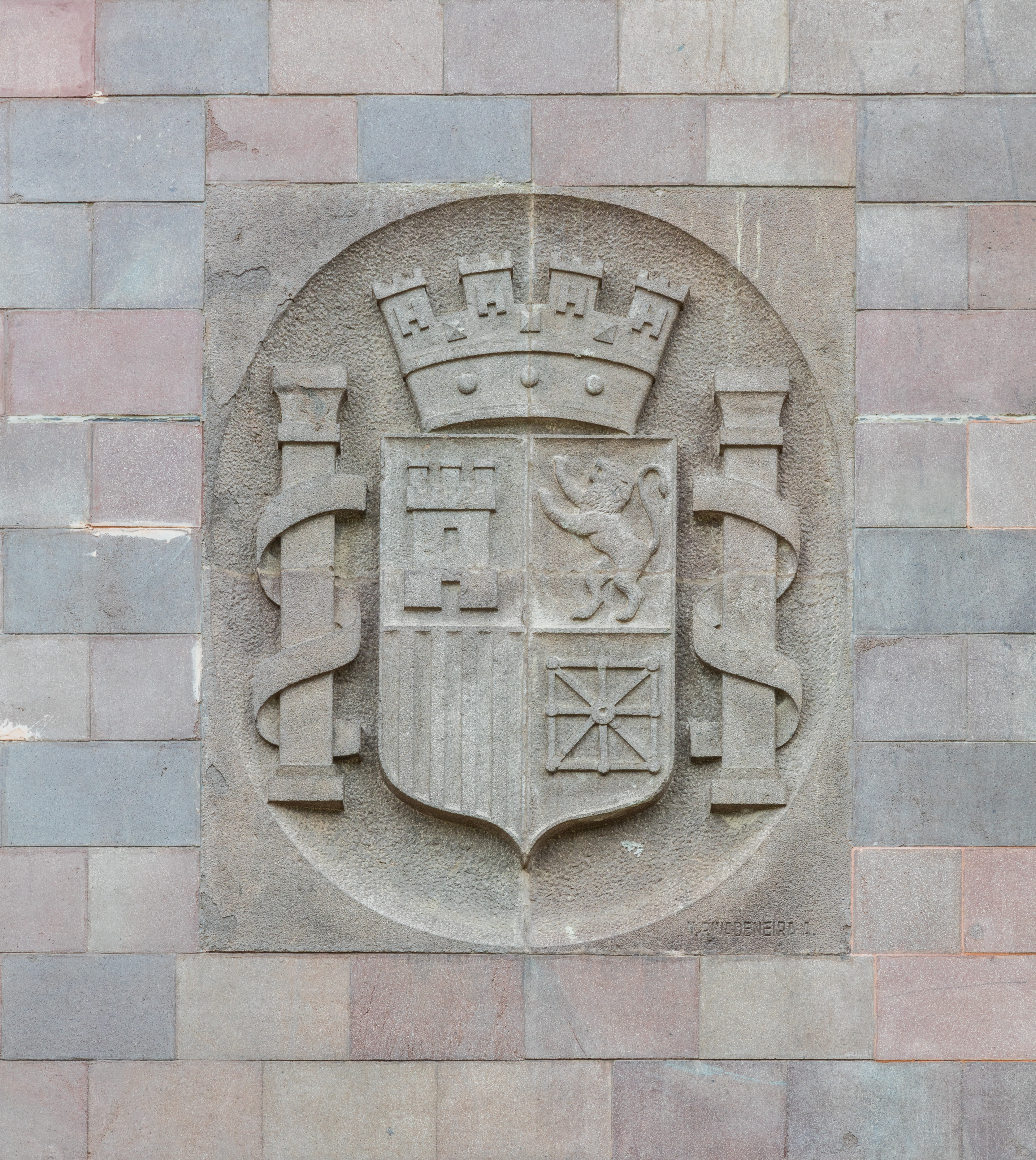
Quito. Le centre du Monde.
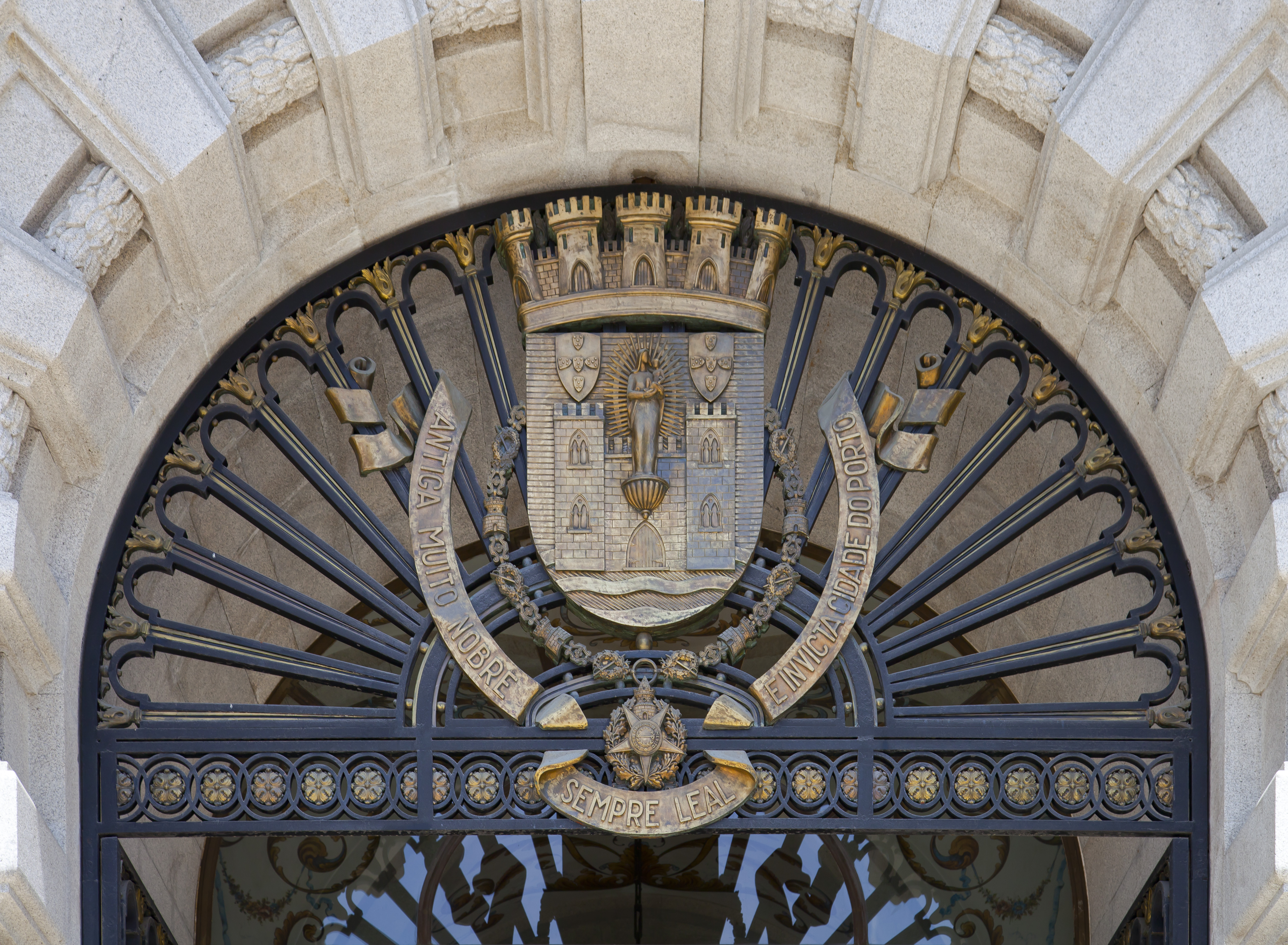
Porto. Hôtel de ville.